# Гамбит (филм, 1966)
„Гамбит“ (на английски: Gambit) е американски пълнометражен игрален филм комедия от 1966 година, режисиран от Роналд Ним. В лентата участват актьорите Майкъл Кейн и Шърли Маклейн.

## Сюжет
Хари Дийн планира да извърши обира на века, но планът му ще е неосъществим без участието на красивата танцьорка Никол Чанг. За изпълнение на планът на Дийн е нужна именно красотата на Никол и способността ѝ към превъплъщения. Обектът на кражбата е много необикновен - това е безценен, добре охраняван музеен уникат. Съучастниците ще трябва много да се постараят, за да постигнат целта си…

## В ролите
| Изпълнител      | Роля              |
| --------------- | ----------------- |
| Майкъл Кейн     | Хари Дийн         |
| Шърли Маклейн   | Никол Чанг        |
| Хърбърт Лом     | Шахбандар         |
| Роджър Кармел   | Рам               |
| Арнолд Мос      | Абдул             |
| Джон Абът       | Емил              |
| Ричард Ангарола | Полковник Салим   |
| Морис Марсак    | Служител в хотела |